# انتفاضة ساسون 1904
انتفاضة ساسون، أو تمرد ساسون عام 1904 (Sasuni yerkrord apstambut'yun?، حرفيًا مقاومة ساسون الثانية) هي انتفاضة ومقاومة من قبل الميليشيات الأرمينية ضد الدولة العثمانية في منطقة ساسون بتركيا عام 1904.
أرادت الدولة العثمانية منع تشكيل منطقة أرمينية أخرى بحكم شبه ذاتي في الولايات «الشرقية» بعد هزيمتها في مقاومة زيتون الأولى. في ساسون، كانت حركة التحرر الوطني الأرميني تعمل لتجنيد شباب أرمينيين.

## الخلفية
كان حزب الهنشاق الديمقراطي الاجتماعي وحزب الطاشناق منظمتين أرمينيتين من الحركة الوطنية الأرمينية التي كانت نشطة في المنطقة. مقاومة ساسون الأولى، أو مقاومة ساسون (1894)، كانت بقيادة ميليشيات للحركة الوطنية الأرمينية، وتنتمي إلى حزب الهنشاق. وفقًا لسايروس هاملين، حرض الأرمينيون على الحدث. استمرت النزاعات في المنطقة بين الفدائيين الأرمينيين (القوات غير النظامية الأرمينية) والعثمانيين المسلمين في القرى الأرمينية المحلية. واضطر العديد من الأرمينيين لقبول الإسلام أو الأرثوذكسية[ ؟ ]، التي، في الحالة الأخيرة، كانت محمية من القنصلية الروسية.
في ربيع 1902 تم إرسال ممثل حزب الطاشناق، فاهان مانفيليان، لساسون لوقف المناوشات غير الهامة، التي كانت تثير الأتراك فقط، والسيطرة على المنطقة وحشد القوات للقيام بثورة أكبر. وتم تعيين زعماء الثورة وهما فاهان وهراير تزوك. استمر هذا التركيز طوال فترة 1902-1903. وفي مايو 1903، وصلت مجموعة مقاتلة بقيادة جورجوس «ماريك» إلى ساسون. واعتبرها فاهان وهراير غير كافية وأرسلا إلى مكتب الشرق وفدًا يطلب إرسال قوى جديدة. وفي سبتمبر تم إرسال مجموعة من 150 فدائيًا بقيادة خان وأونيك. غير أنها تمت محاصرتها، على الحدود التركية الفارسية، من قبل قوات المدفعية التركية ودمرت بالكامل تقريبًا. في فبراير 1903، بمدينة صوفيا III، قرر حزب الطاشناق إرسال الكثير من المجموعات المقاتلة إلى ساسون.
قبل ذلك الوقت، كانت قد أغلقت مداخل ساسون من قبل فرقة بالفيلق الرابع من الجيش. في البداية كان هناك 8 كتائب، وزادت بعد ذلك إلى 14 كتيبة. وتألفت القوة الإجمالية من 10000 جندي وشرطي، وأيضًا من 6000 إلى 7000 فرد من قوات الفرسان الكردية غير النظامية. ومن الحزب الأرمني كان هناك ما يقرب من 200 من المجموعات القتالية تحت قيادة فاهان وهراير وأندرانيك، بالإضافة إلى كيفورك تشافوش ومراد سيباستيا وكري وآخرين. وشارك في المقاومة أيضًا، باستثناء تلك القوات، فلاحون من 21 قرية مسلحون كذلك ولكن غير مهرة بالعلوم الحربية ــ وبلغ عدد المدافعين عن ساسون 1000 فرد إجمالاً. اقترح أندرانيك رفع تمرد عام في أرمينيا لتفريق القوات التركية؛ واعترض هراير بأن الثورة الأرمينية، التي كانت غير مؤيدَة من قبل أشخاص آخرين في الدولة العثمانية، سيكون مصيرها الفشل. واقترح أنه ينبغي التركيز على الدفاع عن ساسون.

## الصراعات المسلحة
جري أول عمل عسكري من قبل كيفورك تشافوش ضد الأكراد المحليين (أكا كور سلو) لمنع هجوم الأكراد على خمس قرى أرمينية في الأراضي التي تحتلها الأكراد. وفي 17 يناير، بواسطة مجموعات بقيادة مراد سيباستيا وسيتو، تمت مهاجمة الأكراد الذين تراجعوا هم والجيوش التركية إلى باسور. أمر كيفورك بعد ذلك، نظرًا لاستحالة حماية هذه القرى، بتدمير السكان في قرى إيشخانادزور. وفي أنباء عن هذا الشأن، هاجم سيتو الزعيم الكردي صالح، المعروف بقسوته مع الأرمينيين، ووضعه في الأسر ثم تراجع أيضًا إلى إيشخانادزور.
في نفس الوقت، حاول المكتب الغربي الأرميني لحزب الطاشناق (ARF) والجاثليك) تنظيم الضغوط الدبلوماسية على تركيا. وناشد الجاثليك القوى العظمى. قام سفراء إنجليز وفرنسيون في القسطنطينية باتخاذ مساعٍ أمام السلطان (ورفض السفير الروسي المشاركة في حماية الأرمينيين). استجاب السلطان بإرسال جيوش إلى ساسون لحماية السكان ضد السرقات والعنف. ثم اقترح السفراء أن يبدأ السلطان مفاوضات مع الثوار بحيث يغادرون ساسون سلميًا، وعرضوا التمثيل كوسطاء. وتأخر القنصل الروسي، وعندما وصل السفراء إلى المكان، اشتدت العمليات العسكرية بالفعل.

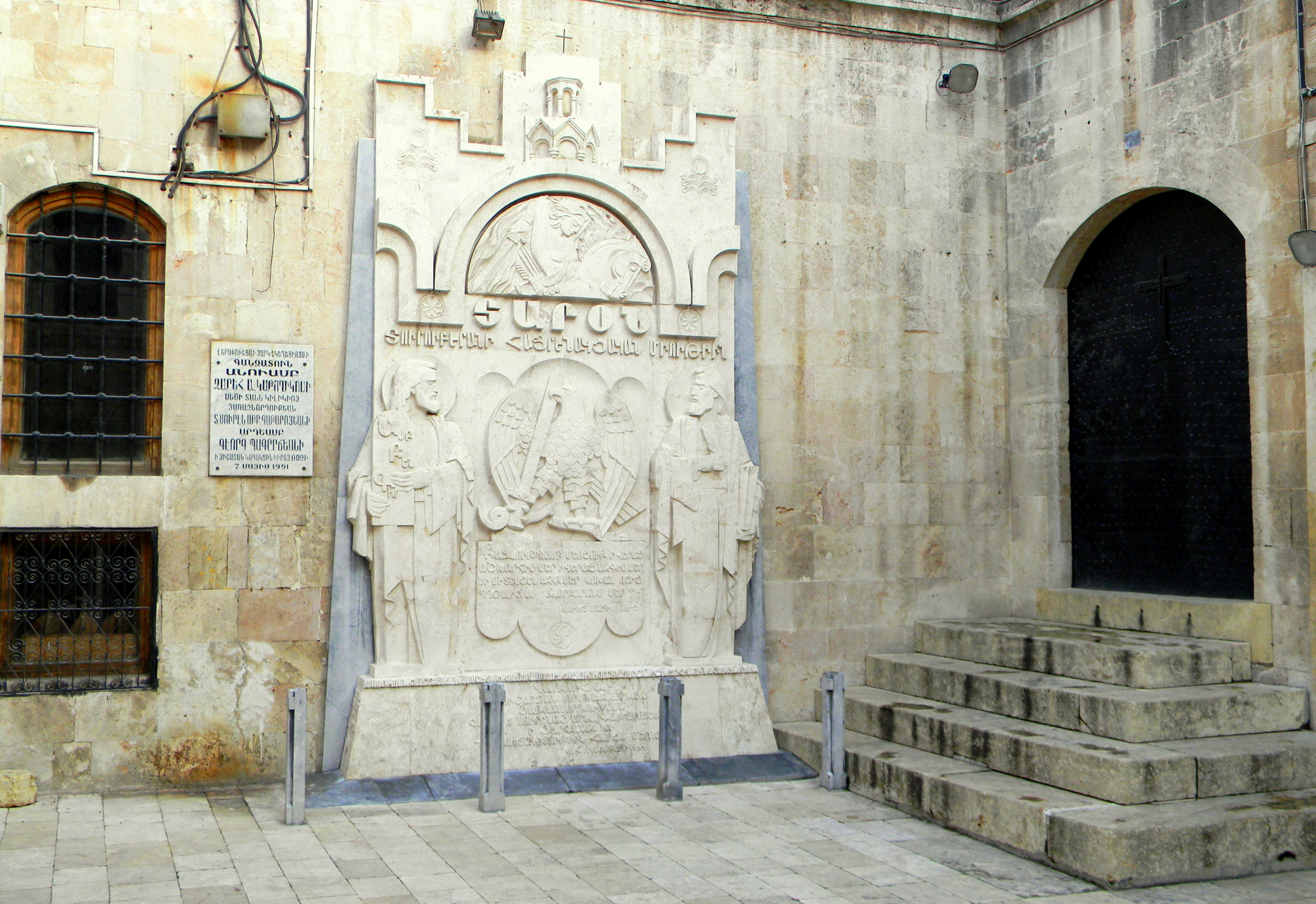
نصب تذكاري لمقاومة ساسون، كاتدرائية الأربعين شهيدًا في حلب، سوريا

بحلول 20 مارس، كان الأتراك قد انتهوا من الإعداد للاقتراب من منطقة الانتفاضة. ونهبت الجيوش عددًا من القرى الحدودية. ولم تقاوم بعض القرى، وفقًا لأوامر هراير. وسجن السكان المحليون وتم تعذيبهم لمعرفة شيء عن القوات المتمردة ولكن دون جدوى. كانت الأوامر للأرمينيين بالانتشار كالتالي: الدفاع عن منطقة أليانك وشينيك بقيادة هراير، ويكون أندرانيك في قرية تابيك لمنع تقدم العدو لجيليجوزان، ويقوم كيفورك تشافوش بالدفاع عن إيشخانادزور؛ ومراد سيباستيا وأكوب كوتويان وماكار سباجانتسي عن منطقة تشاجي جلوه.
في 2 أبريل، قام الأتراك بالهجمة الأولى بدعم من المدفعية الجبلية. ولكن فشل الهجوم. في 10 أبريل، وصلت المنطقة قوات عسكرية كبيرة ومعها والي بدليس وأساقفة أرمينيون من بدليس وموش. في 11 أبريل، بدأت المعركة الثانية. وانطلق حوالي 7000 فارس تركي إلى قرية شينيك، ولكن لحقهم الأرمينيون من الخلف، ليحاصر بذلك الأتراك بين المواقع الأرمينية من الأمام وعن اليمين والجبال المغطاة بالثلوج عن اليسار. وبعد معركة استمرت أربع ساعات تخلى الأتراك عن خيولهم وأسلحتهم وتراجعوا إلى الجبال، ولحق بهم الأرمينيون. في 12 أبريل، تم إرسال أراكل، وكيل دير الرسل المقدسين، بمرسوم من الجاثليك يوصي الأرمينيين بالاستسلام مقابل العفو من السلطان. أعلن رؤساء التمرد بأنهم سوف يقومون بالرد على هذا المرسوم غدًا، واستغلوا هذا التأخير لنقل سكان بعض القرى المجاورة في جيليجوزان تلك الليلة وحرقوا القرى. ولم يتخذ الأتراك أيضًا المفاوضات بجدية، ففي فجر يوم 13 أبريل، لم ينتظروا الرد من الأرمينين، بل بدؤوا بالاقتراب.
تم تقسيم المدافعين إلى مجموعتين: الأولى تحت إشراف سيبوه ومراد سيباستيا والتي تحركت في اتجاه برليك، والأخرى تحت إشراف هراير والتي انتقلت إلى الجبال. واندفعت ثماني فرق من الأتراك و4000 فارس كردي إلى جيليجوزان، وقتل هراير في بداية المعركة. وبدأت معركة شرسة بالأيدي. وفي اللحظة التي بدأ يفقد فيها الأرمينيون شأنهم، ظهر من الجهة الشرقية أندرانيك ومعه مجموعة من المقاتلين وأحاط بالأتراك من الجانبين والخلف. وفر الأتراك هاربين بعد أن تكبدوا ضحايا تصل إلى 136 قتيلاً حسب التقارير الصحفية؛ في حين قتل سبعة من الأرمينيين وجرح ثمانية.
في يوم 14 أبريل، شن الأتراك هجمة جديدة، بعد أن تلقوا تعزيزات، ولكن قام الأرمينيون بإجهاضها بسرعة. وفي 16 أبريل، تراجع سكان إيشخانادزور إلى تالفوريك. وحاول الأتراك قطع الطريق عليهم، ولكن بسبب المقاومة المستمرة ومساعدة مجموعة من تالفوريك استطاع سكان إيشخانادزور الاختراق. وفي 17 أبريل، تم شن هجمة جديدة، ولكن تم إجهاضها أيضًا. وفي 20 أبريل، أحاط الأتراك بجيليجوزان وتعرضوا لقصف مدفعي كامل. ومع رؤية استحالة التقدم، تراجع الفدائيون بقيادة أندرانيك في الليل أيضًا إلى تالفوريك. وفر جزء من السكان (ما يصل إلى 20000 - سكان خمس قرى تم إخلاؤها) إلى الجبال وجزء إلى موش بعد أن تعرضوا لذبح وحشي. وقاومت تالفوريك حتى 6 مايو ثم سقطت بعد أن تم تعزيز الأتراك. وصمد مائتان من الفدائيين بين تالفوريك وجيليجوزان حتى 15 مايو ثم قرروا المغادرة، وتوجهوا للجسر. وكان النصر التركي مصحوبًا بذبح جماعي.:
تم الاستيلاء على النساء، وقطعت صدورهن ومزقت أحشاؤهن، وطعن الأطفال بالسيوخ، وقطع الشيوخ إلى أجزاء. وانسحبت الشابات في مجموعات لا تحصى… ومنذ الخامس من مايو، قامت الجيوش التركية بتحطيم قرية تلو الأخرى في مناطق بيرداخ وكراجوم وعليكربو وأفازاخيوبر وأرنيست.
 ووفقًا لتقديرات مختلفة، تم قتل 3000 إلى 8000 شخص وتدمير 45 قرية. ولإخفاء آثار الذبح عن القناصل الأوروبية، أعطى والي بدليس أوامر بتقطيع الجثث لأجزاء ورميها في نهر دجلة.

## النتائج المترتبة
أصدر السلطان بيانًا يمنع الأرمينيين من العودة إلى ساسون. وتم الاحتجاج على هذا البيان من قبل ممثلي مختلف القوى، واضطر السلطان للتنازل عنه. وتحت إشراف وحماية القناصل، عاد 6000 من السكان إلى بلدانهم الأصلية.